# Pseudobombax munguba
Pseudobombax munguba là một loài thực vật có hoa trong họ Cẩm quỳ (Malvaceae). Loài này được Karl Friedrich Philipp von Martius & Joseph Gerhard Zuccarini miêu tả khoa học đầu tiên năm 1826 dưới danh pháp Bombax munguba. Năm 1952 Armando Dugand chuyển nó sang chi Pseudobombax